# Del Nero (futebolista)
José Del Nero, ou simplesmente Del Nero (Pirassununga, 13 de dezembro de 1910 — São Paulo, 14 de julho de 2003), foi um futebolista brasileiro.

## Biografia
Começou a carreira no Pirassununguense, de sua cidade natal, e teve uma rápida passagem pelo América-MG antes de ser descoberto por Maturo Fabbi, técnico do Palmeiras. Meia rápido e veloz, sabia também ser duro na marcação, mas só foi expulso uma vez ao longo de sua carreira. Pela raça, era conhecido como "Puro Sangue" e "Sangue Azul". Foi convocado pela primeira e única vez à seleção brasileira em 9 de janeiro de 1940 e disputou as duas últimas partidas da Copa Roca, ambas contra a Argentina. Na primeira, entrou aos 35 minutos do segundo tempo, no lugar de Afonsinho, embora Argemiro tivesse pedido substituição por estar machucado — o técnico Silvio Lagreca não quis nem saber. Na segunda partida atuou os noventa minutos.
Depois de se aposentar do futebol, foi advogado e chegou a preparar um relatório em 1974 com sugestões de alterações nas regras do futebol para aumentar o número de gols, entre elas, a proibição do recuo de bolas para o goleiro em determinadas partes do campo e a vitória dada ao time com maior número de escanteios no caso de empate no número de gols. Era pai do presidente da CBF, Marco Polo Del Nero.

## Títulos
Palmeiras
- Campeonato Paulista: 1936, 1938 (edição extra), 1940, 1942 e 1944
- Torneio Início do Campeonato Paulista: 1937, 1939, 1942 e 1946
- Copa dos Campeões Estaduais Rio-São Paulo: 1942

Seleção Brasileira
- Copa Roca: 1940